# Duke Energy
Duke Energy je americká energetická společnost se sídlem v Charlotte. Podniká ve Spojených státech, Kanadě a Latinské Americe. Duke Energy a její dceřiné společnosti se specializují na vývoj, vlastnictví a provoz energetických zařízení. Tato společnost spravuje a provozuje také jaderné elektrárny. Společnost Duke Energy byla založena v roce 1900 tehdy pod názvem Catawba Power Company.